# Universität Lausanne

Siegel der Universität Lausanne: Sigillum universitatis Lausoniensis semen ortum faciet fructum centuplum

Die Université de Lausanne (UNIL, deutsch Universität Lausanne) wurde 1537 als theologische Académie de Lausanne gegründet und erhielt 1890 Namen und Status einer Universität. 1970 verlegte man die Universität aus der Innenstadt auf den Campus Lausanne in Dorigny in der Nähe des Genfersees. Dort bildet sie zusammen mit der École polytechnique fédérale de Lausanne (EPFL) das grösste Bildungs- und Forschungszentrum der Schweiz. Seit 2015 studieren mehr als 14'000 Studenten an der Universität Lausanne. Die Vorlesungen werden primär in französischer Sprache gehalten.

## Fakultäten
Es existieren sieben Fakultäten (absteigend geordnet nach der Anzahl der Studenten):

### Sozial- und Politikwissenschaftliche Fakultät

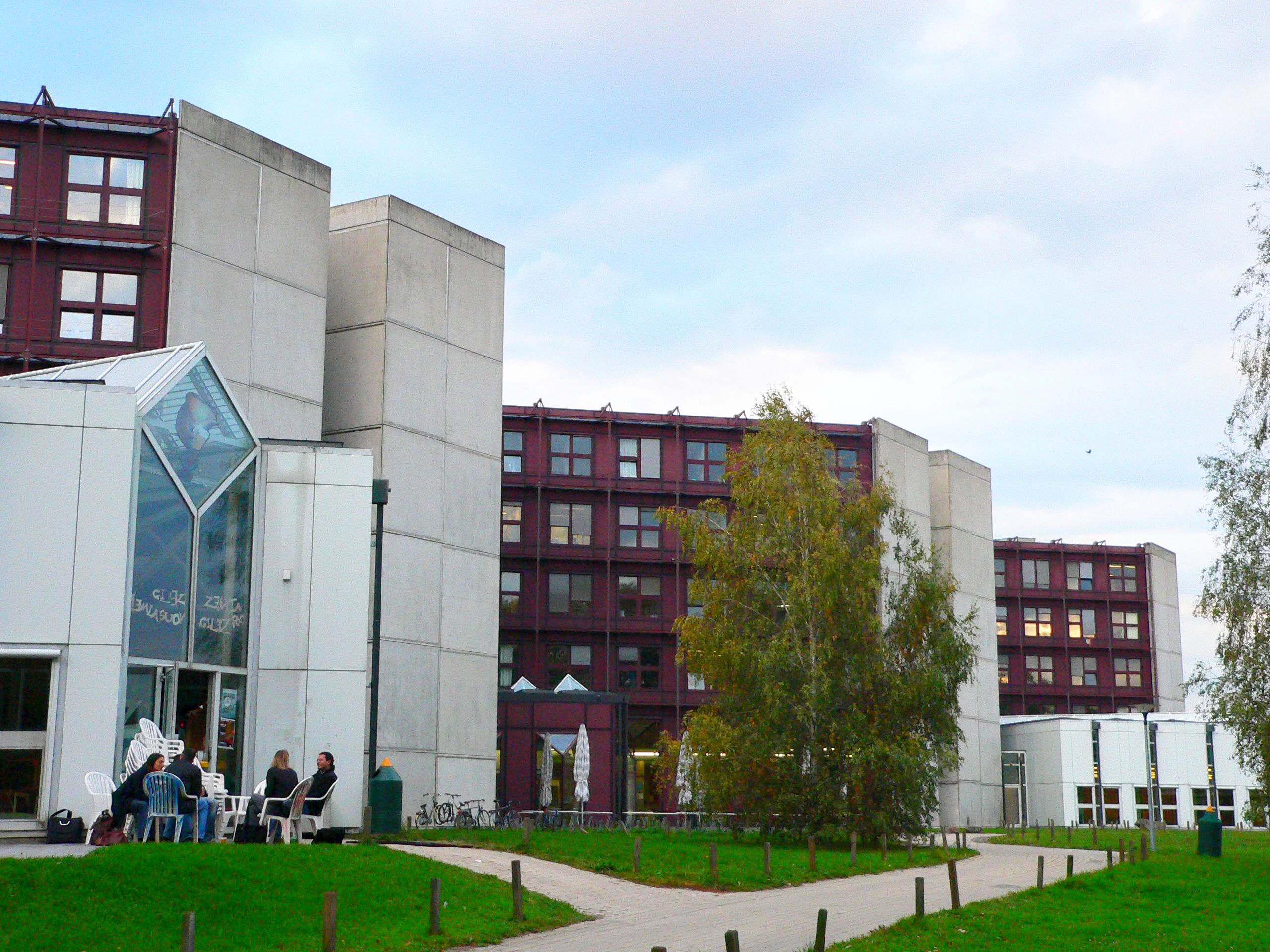
Gebäude der Geistes- und Sozialwissenschaftlichen Fakultät der UNIL am Campus in Dorigny

Sozial- und Politikwissenschaftliche Fakultät (französisch: Faculté des sciences sociales et politiques – SSP) mit den Teilbereichen:
- Institut für angewandte Mathematik (Institut de mathématiques appliquées – IMA)
- Observatorium für Politik und Gesellschaftswissenschaften (Observatoire Science, Politique et Société – OSPS)
- Institut für Politik und Internationale Studien (Institut d’études politiques et internationales – IEPI)
- Institut für Anthropologie und Soziologie (Institut d’anthropologie et de sociologie – IAS)
- Institut für Soziologie und Massenkommunikation (Institut de sociologie des communications de masse – ISCM)
- Institut für Sozialwissenschaften und Pädagogik (Institut des sciences sociales et pédagogiques – ISSP)
- fachübergreifendes Institut für Studien des biographischen Werdegangs (Institut interdisciplinaire d’étude des trajectoires biographiques – ITB)
- Institut für Psychologie (Institut de psychologie – IP)
- Institut für Sportwissenschaften und Leibeserziehung (Institut des sciences du sport et de l’éducation physique – ISSEP)
- Institut für Wirtschafts- und Sozialgeschichte (Institut d’histoire économique et sociale – IHES)
- Dokumentationszentrum für die Politik der Welschschweiz (Centre de documentation sur la vie politique en Suisse romande)

### Philosophische Fakultät
Philosophische Fakultät (französisch: Faculté des lettres) bestehend aus:
- Teilbereich Philosophie (Section de philosophie)
- Teilbereich Geschichtswissenschaft (Section d’histoire)
- Teilbereich modernes Französisch (Section de français moderne)
- Teilbereich Italienisch (Section d’italien)
- Teilbereich Spanisch (Section d’espagnol)
- Teilbereich Deutsch (Section d’allemand)
- Teilbereich Englisch (Section d’anglais)
- Teilbereich slawische Sprache und Kultur (Section de langues et civilisations slaves)
- Teilbereich orientalische Sprache und Kultur (Section de langues et civilisations orientales)
- Teilbereich allgemeine Linguistik (Section de linguistique générale)
- Teilbereich Kunstgeschichte (Section d’histoire de l’art)
- Teilbereich Geschichte und Ästhetik des Filmtheaters (Section d’histoire et esthétique du cinéma)
- Teilbereich Informatik und mathematische Methoden (Section d’informatique et méthodes mathématiques – IMM)
- Institut für Archäologie und Altertumswissenschaften (Institut d’archéologie et des sciences de l’Antiquité – IASA)
- Zentrum für welschscheizerische Literatur (Centre de recherches sur les lettres romandes – CRLR)
- Zentrum für literarische Übersetzung (Centre de traduction littéraire de Lausanne – CTL)
- Zentrum für Geschichts- und Kulturwissenschaften (Centre des sciences historiques et de la culture – SHC)
- Zentrum für Sprachforschung und Vergleichung europäischer Literatur (Centre de recherche en langues et littératures européennes comparées – CLE)
- Zentrum für interdisziplinäre Doktorenausbildung (Centre de formation doctorale interdisciplinaire – FDi)
- Benjamin-Constant-Institut (Institut Benjamin Constant – IBC)
- Institut für Linguistik und Sprachwissenschaften (Institut de linguistique et des sciences du langage – ILSL)
- Schule für Französisch als Fremdsprache (Ecole de français langue étrangère – FLE)
- Ferienkurse (Cours de vacances)
- Zentrum für mittelalterliche Studien (Centre d’études médiévales)
- Multimediazentrum (Centre multimédia)
- Welschschweizerische Kommission der Literatur des 3. Jahrhunderts (Commission romande des 3èmes cycles de Lettres)
- Abteilung für fakultätsübergreifende Geschichtswissenschaft (Département interfacultaire d’histoire)
- Revue des études de Lettres
- Schweizerisches Institut für Kunstwissenschaft – SIK (Institute suisse pour l’étude de l’art – ISEA)

### Biologische und Medizinische Fakultät
Die Biologische und Medizinische Fakultät der Universität Lausanne (französisch: Faculté de biologie et de médecine, FBM) ist 2003 durch Zusammenlegung der medizinischen und der biologischen Fakultät entstanden. Die medizinische Fakultät wurde 1890, im Jahr der Eröffnung der Universität zu Lausanne, begründet. Die Fakultät besteht aus zahlreichen Forschungseinrichtungen und befindet sich im Stadtteil Bugnon. Der Fakultät angegliedert ist das Centre hospitalier universitaire vaudois (CHUV, Universitätsspitalzentrum des Kantons Waadt). Am Standort Cery in der Gemeinde Prilly befindet sich die psychiatrische Klinik.

### Wirtschaftswissenschaftliche Fakultät

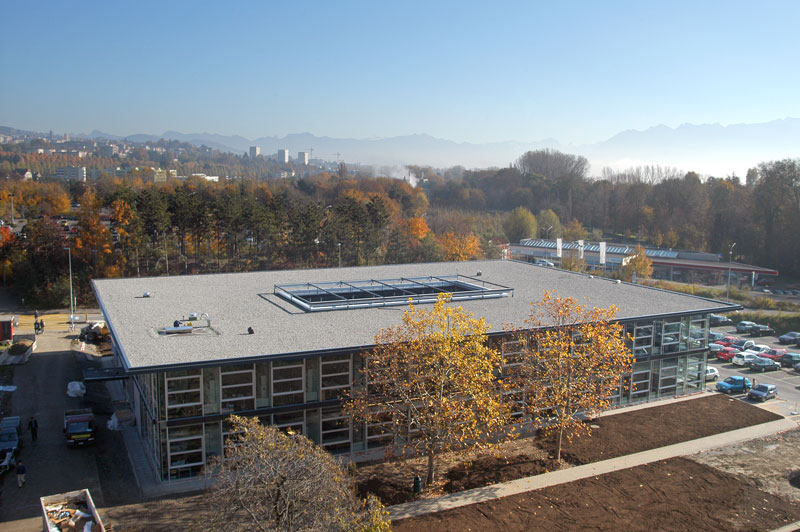
L’Extranef, Hauptgebäude der Executive-Ausbildung der HEC

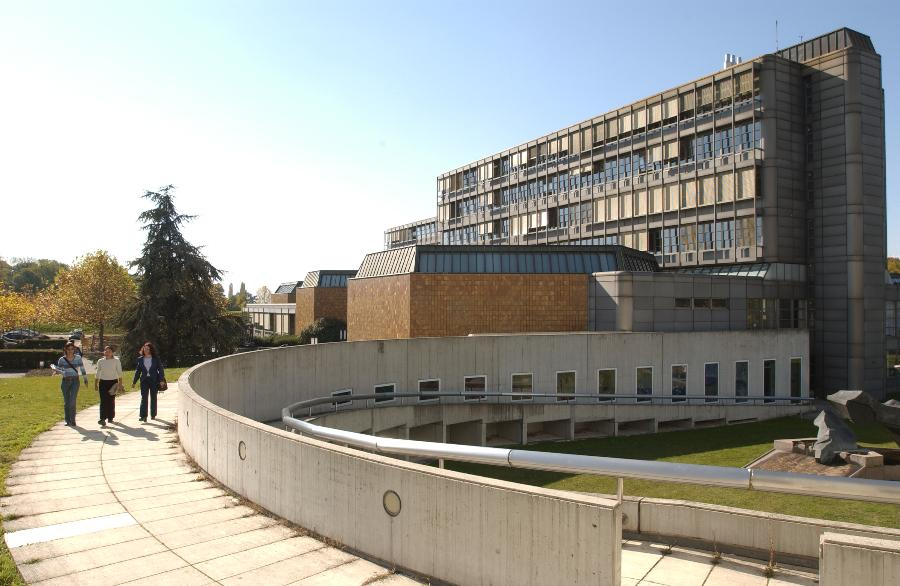
L’Internef, Hauptgebäude der HEC und Sitz der rechts- und wirtschaftswissenschaftlichen Bibliothek (BDSE) am Campus Dorigny

Die Wirtschaftswissenschaftliche Fakultät (französisch: École des hautes études commerciales – HEC) mit folgenden Teilbereichen:
- Institut für Tourismus (Institut de tourisme – IT)
- Forschungseinheit für Buchführung, Wirtschaftsprüfung und Finanzwesen (Unité de recherche en comptabilité, contrôle et finance – URCCF)
- Teilbereich für Wirtschaftsmathematik und Volkswirtschaftslehre (Département d’économétrie et d’économie politique – DEEP)
- Institut für Informationssysteme (Institut des systèmes d’information – ISI)
- Institut für Bank- und Finanzwesen (Institut de banque et finance – IBF)
- Institut für angewandte Makroökonomie (Institut de macroéconomie appliquée – Créa)
- Institut für Versicherungs- und Wirtschaftsmathematik (Institut de sciences actuarielles – ISA)
- Institut für Management (Institut de recherche en management – IRM)
- Institut für Gesundheitswirtschaft und -management (Institut d’économie et management de la santé – IEMS)

### Rechts- und Kriminalwissenschaftliche Fakultät
Rechts- und Kriminalwissenschaftliche Fakultät (französisch: Faculté de droit et des sciences criminelles) aufgeteilt in:
- Zentrum für europäische und internationale Rechtsvergleichung (Centre de droit comparé européen et international)
  - dazu gehört der Lehrstuhl für Deutsches Recht (Chaire de droit allemand) mit deutschsprachigen Vorlesungen[4]
  - der Lehrstuhl für internationales Staatsrecht (Chaire de droit international public)
  - Kurse im anglo-amerikanischen Recht (Droit américain) in englischer Sprache
- Institut für Haftpflicht und Versicherungsrecht (Institut de recherches sur le droit de la responsabilité civile et assurances – IRAL)
- Zentrum für Volkswirtschaftslehre Walras-Pareto (Centre d’économie politique Walras-Pareto – CWP)
- Zentrum für Zivilrecht (Centre de droit privé)
- Zentrum für öffentliches Recht (Centre de droit public)
- Schule für Kriminalwissenschaften (Ecoles des sciences criminelles) mit den Fachbereichen:
  - Polizeiwissenschaft (Police scientifique – IPS)
  - Kriminologie und Strafrecht (Criminologie et droit pénal – ICDP)

### Geo- und Umweltwissenschaftliche Fakultät
Geo- und Umweltwissenschaftliche Fakultät (französisch: Faculté de géosciences et de l’environnement – GSE) bestehend aus:
- Teilbereich Mathematik (Unité de mathématiques)
- Institut für Geologie und Paläontologie (Institut de géologie et paléontologie – IGP)
- Institut für Geophysik (Institut de géophysique – IG)
- Institut für Mineralogie und Geochemie (Institut de minéralogie et géochimie – IMG)
- Institut für Geoinformatik und Risikoanalyse (Institut de géomatique et d’analyse du risque – IGAR)
- Institut für Geographie (Institut de géographie – IGUL)
- Institut für Territorialpolitik und menschliche Umwelt (Institut de politiques territoriales et d’environnement humain – IPTEH)

### Theologische und Religionswissenschaftliche Fakultät
Theologische und Religionswissenschaftliche Fakultät (französisch: Faculté de théologie) aufgeteilt in:
- Teilbereich Theologie (Section de théologie)
- Teilbereich Religionswissenschaft (Section des sciences des religions)
- fakultätsübergreifende Abteilung für Geschichte und Religionswissenschaften (Département interfacultaire d’histoire et sciences des religions – DIHSR)
- fakultätsübergreifende Abteilung für Ethik (Département interfacultaire d’éthique – DIE)
- welschschweizerisches Institut für Bibelwissenschaften (Institut romand des sciences bibliques – IRSB)

## Weitere Institute und Stiftungen
- Institut de hautes études en administration publique – IDHEAP (Hochschulinstitut für öffentliche Verwaltung)
- Institut Universitaire Kurt Bösch – IUKB
- Fondation Jean Monnet pour l’Europe
- Institut suisse de droit comparé – ISDC
- Centre du droit de l’entreprise – CEDIDAC
- Fondation Edouard Fleuret – FEF
- Institut Suisse de Bio-informatique
- Swiss Vaccine Research Institute
- Biopôle

## Lehrangebot und Abschlüsse

### Französischkurse
Während der Sommer und Wintersemesterferien, bieten die Ferienkurse (Cours de vacances) der Philosophischen Fakultät (Faculté des lettres) Kurse für Anfänger bis Fortgeschrittene in französischer Sprache, Literatur und Kultur für Studenten an. Diese Kurse empfehlen sich besonders für zukünftige UNIL-Studenten, deren Muttersprache nicht Französisch ist. Die Kosten für diese Kurse müssen von den Studierenden selbst getragen werden.
Die Schule für Französisch als Fremdsprache (Ecole de français langue étrangère) bietet während des laufenden Semesters Kurse in französischer Sprache, Literatur und Landeskunde an, aber auch Trainingskurse für Sprachlehrerinnen und Sprachlehrer. Für diese Kurse werden in der Regel minimale französische Sprachkenntnisse vorausgesetzt.
Die UNIL initiiert ausserdem in jedem Semester ein Tandem-Programm (Programme Tandem) zur Verbesserung fremdsprachiger Sprachkompetenzen. Das Programm basiert darauf, dass zwei Sprecher unterschiedlicher Muttersprachen übereinkommen, sich regelmässig zu treffen und sich gegenseitig kostenlos in ihrer Muttersprache zu unterrichten. Die Partner arbeiten völlig autonom, zumal sie selbst entscheiden, wo und wie oft sie sich treffen, wie sie diese Treffen gestalten, und auf welche Art und Weise sie sich gegenseitig korrigieren wollen.

### Bachelor, Master und Promotion
Seit dem Inkrafttreten des Bologna-Abkommens ist das Studium an der UNIL in zwei Teile gegliedert: das dreijährige Bachelor-Studium und das anschliessende drei- bis viersemestrige Master-Studium mit der Möglichkeit der Spezialisierung in einem bestimmten Studiengebiet oder eines interdisziplinären Abschlusses. Darüber hinaus werden so genannte Nachdiplomstudiengänge mit dem Abschluss Master of Advanced Studies und Promotionsstudiengänge angeboten.

## Partneruniversitäten
Partneruniversitäten sind:
- die Eidgenössische Technische Hochschule Lausanne (Ecole polytechnique fédérale de Lausanne – EPFL)
- die Universität Genf (Université de Genève – UNIGE)
- und die Universität Neuenburg (Université de Neuchâtel – UniNE)

Ende des 20. Jahrhunderts wurde ein umfangreiches Kooperations- und Entwicklungsprojekts zwischen den Universitäten Lausanne, Genf und der Eidgenössischen Technischen Hochschule Lausanne (EPFL) ins Leben gerufen. 2001 wurde die Convention Sciences – Vie – Société (SVS) von den Universitäten Lausanne, Genf und der Eidgenössischen Polytechnischen Hochschule Lausanne unterzeichnet. Dieses Projekt regelt die Zusammenlegung von Forschungs- und anderen Aktivitäten zwischen den Institutionen. Ihr Ziel ist es, mithilfe neuer Forschungs- und Unterrichtsmethoden insbesondere dort, wo sich mehrere Fachbereiche überschneiden, eine gemeinsame wissenschaftliche Dynamik zu entwickeln.
Zudem unterzeichneten die Universitäten Lausanne, Genf und Neuenburg (sogenannte Triangle Azur) 2004 eine Vereinbarung zur Föderation ihrer theologischen Fakultäten und gründeten die Fédération des facultés de théologie de Genève, Lausanne et Neuchâtel. In Umsetzung der Bologna-Reform wurde damit ein gemeinsamer Bachelor- und Masterstudiengang in Theologie geschaffen.

## Kantons- und Universitätsbibliothek

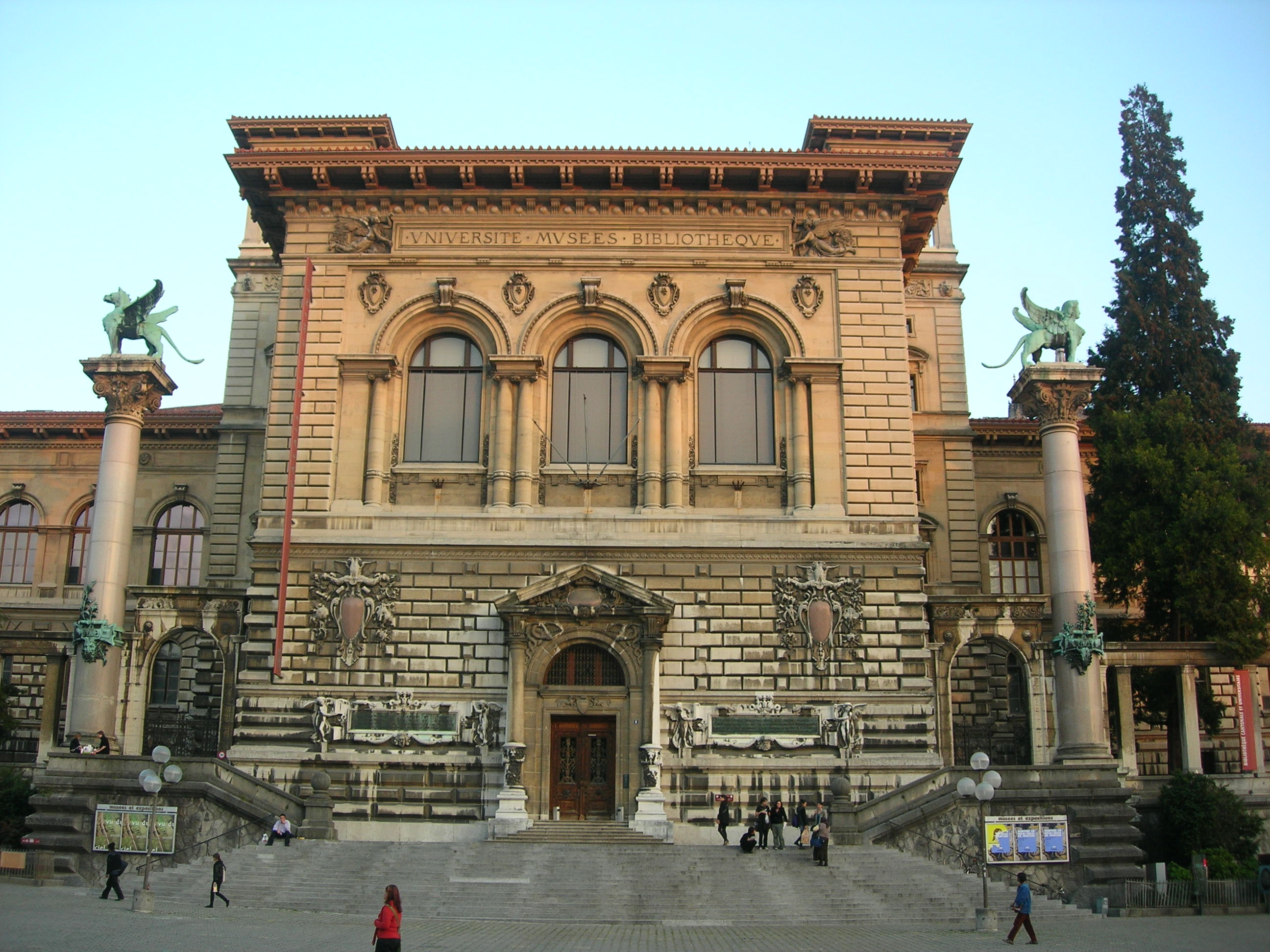
Palais de Rumine, Hauptgebäude der KUB

Die Kantons- und Universitätsbibliothek Lausanne (KUB) hat drei Standorte:
- Die Dorigny-Bibliothek am Campus in Dorigny im Gebäude der Unithèque (Bibliothèque de Dorigny)
- Die Rechts- und Wirtschaftsbibliothek im Internef, dem Hauptgebäude der HEC am Campus Dorigny (Bibliothèque de Droit et Sciences Economiques – BDSE)
- Die Riponne-Bibliothek im Palais de Rumine am Place de la Riponne im Stadtzentrum Lausannes (Bibliothèque de la Riponne)

## Studentenwohnheime

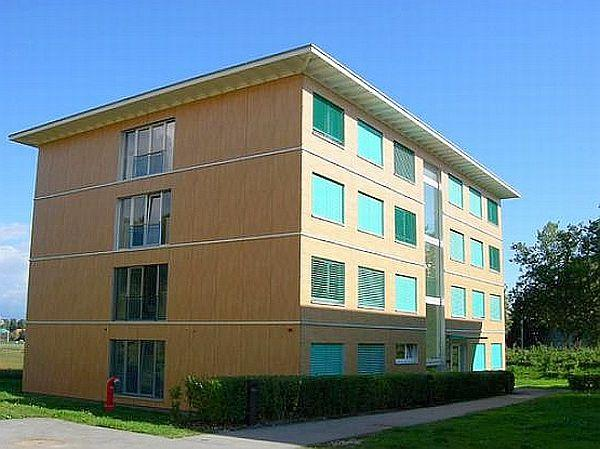
Ein Gebäude des Studentenwohnheims Bourdonnette

Die FMEL (Fondation maisons pour étudiants) der UNIL und der EPFL Lausanne stellt insgesamt 1062 möblierte Zimmer und 175 möblierte Einzimmerappartements in sieben Studentenwohnheimen zur Verfügung.
Die Stiftung wurde 1961 von der Stadt Lausanne, dem Kanton Waadt und der Universität Lausanne ins Leben gerufen, um dem wachsenden Bedürfnis an Unterkünften für Studenten gerecht zu werden. 1982 traten die Schweizerische Eidgenossenschaft und die EPFL der Stiftung bei. Die Wohnheimverwaltung befindet sich im Gebäude des Wohnheims Rhodanie.
Namen, Lage und Kapazitäten der Wohnheime:
- Bourdonnette, in der Nähe der UNIL (239 möblierte Zimmer und 25 möblierten Einzimmerappartements)
- Cèdres, nahe dem Genfersee und dem Hafen in Ouchy (144 möblierte Zimmer und 37 möblierten Einzimmerappartements)
- Falaises, oberhalb des Stadtzentrums in Bugnon, nahe dem Universitätsspital Lausanne (125 möblierte Zimmer und 28 möblierten Einzimmerappartements)
- Marcolet, ausserhalb, bei Crissier (118 möblierte Zimmer und vier möblierten Einzimmerappartements)
- Ochettes, nahe der UNIL und EPFL (114 möblierte Zimmer und 21 möblierten Einzimmerappartements)
- Rhodanie, in der Nähe des Genfersees, 15 Minuten Fussweg nach Ouchy (120 möblierte Zimmer und zwölf möblierten Einzimmerappartements)
- Triaudes, nahe der EPFL (202 möblierte Zimmer und 48 möblierten Einzimmerappartements)

## Geschichte

### Gründung im 16. Jahrhundert

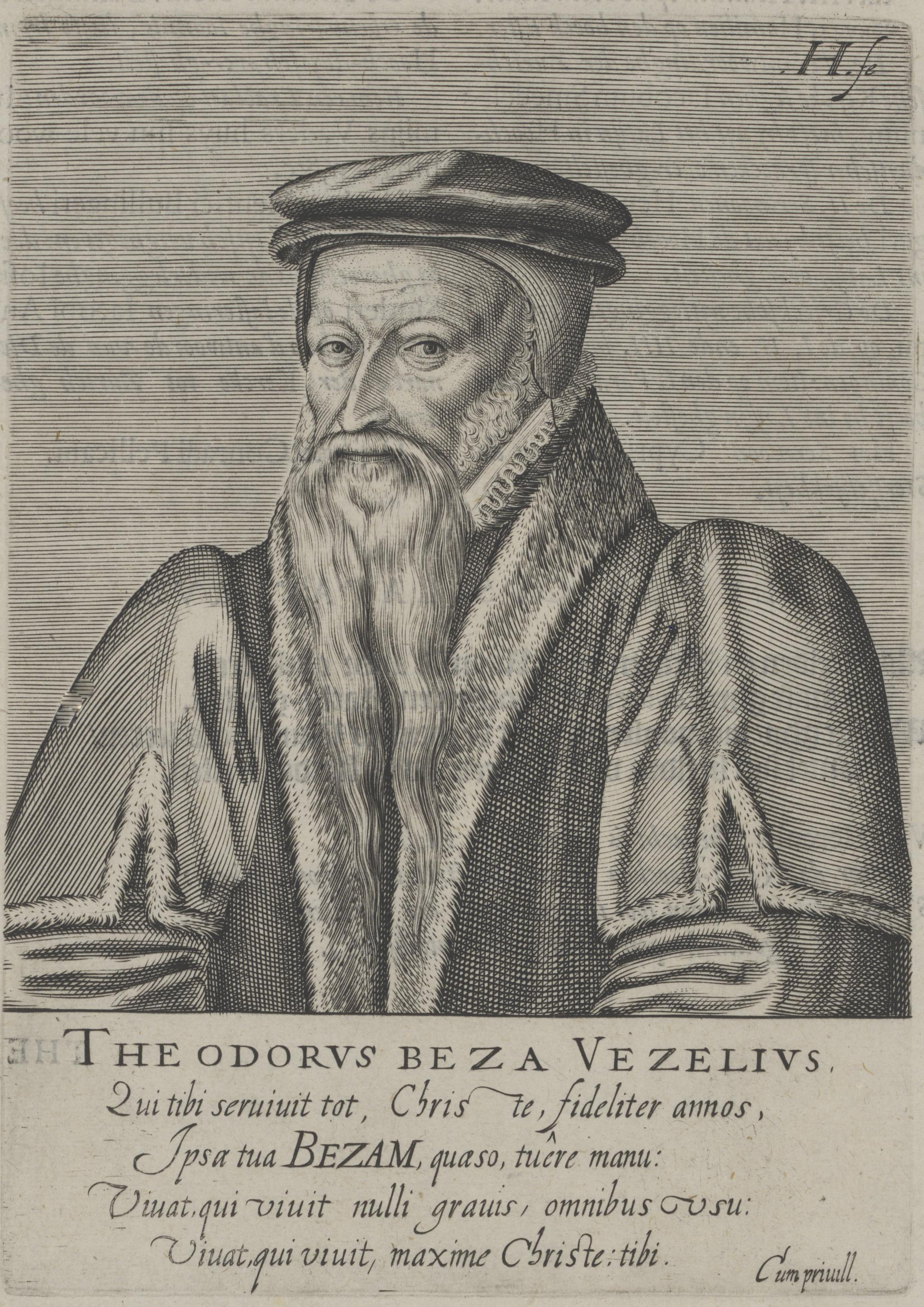
Théodore de Bèze (1519–1605)

Die Universität Lausanne geht aus der Schola Lausannensis hervor, die die Berner Machthaber kurz nach der Eroberung des Waadtlandes gründet hatten. Als das Gründungsjahr der UNIL gilt das Jahr 1537, in dem sie als theologische Académie de Lausanne, zur Ausbildung von Pastoren ins Leben gerufen worden ist. 1552 wurde der Theologe und Reformator Théodore de Bèze zum Rektor der Lausanner Académie ernannt, welche sich zu jener Zeit als einzige französischsprachige Hochschule für protestantische Theologie, eines hohen Bekanntheitsgrades erfreute. Zu den ersten Lehrern zählte auch der berühmte Naturforscher Conrad Gessner, welcher seit 1537 Professor der griechischen Sprache und ab 1541 Professor der Physik gewesen ist.
1547 wurde das erste Reglement der Hochschule (Leges Scholae Lausannensis) erlassen und die Hochschule bestand aus einer Lateinschule und vier Lehrstühlen:
- dem Lehrstuhl für Theologie
- dem Lehrstuhl für Freie Künste
- dem Lehrstuhl für Griechische Philologie
- und dem Lehrstuhl für Hebräische Philologie.

Im Jahre 1708 kam jeweils ein Lehrstuhl für Rechtswissenschaften und Geschichte hinzu.

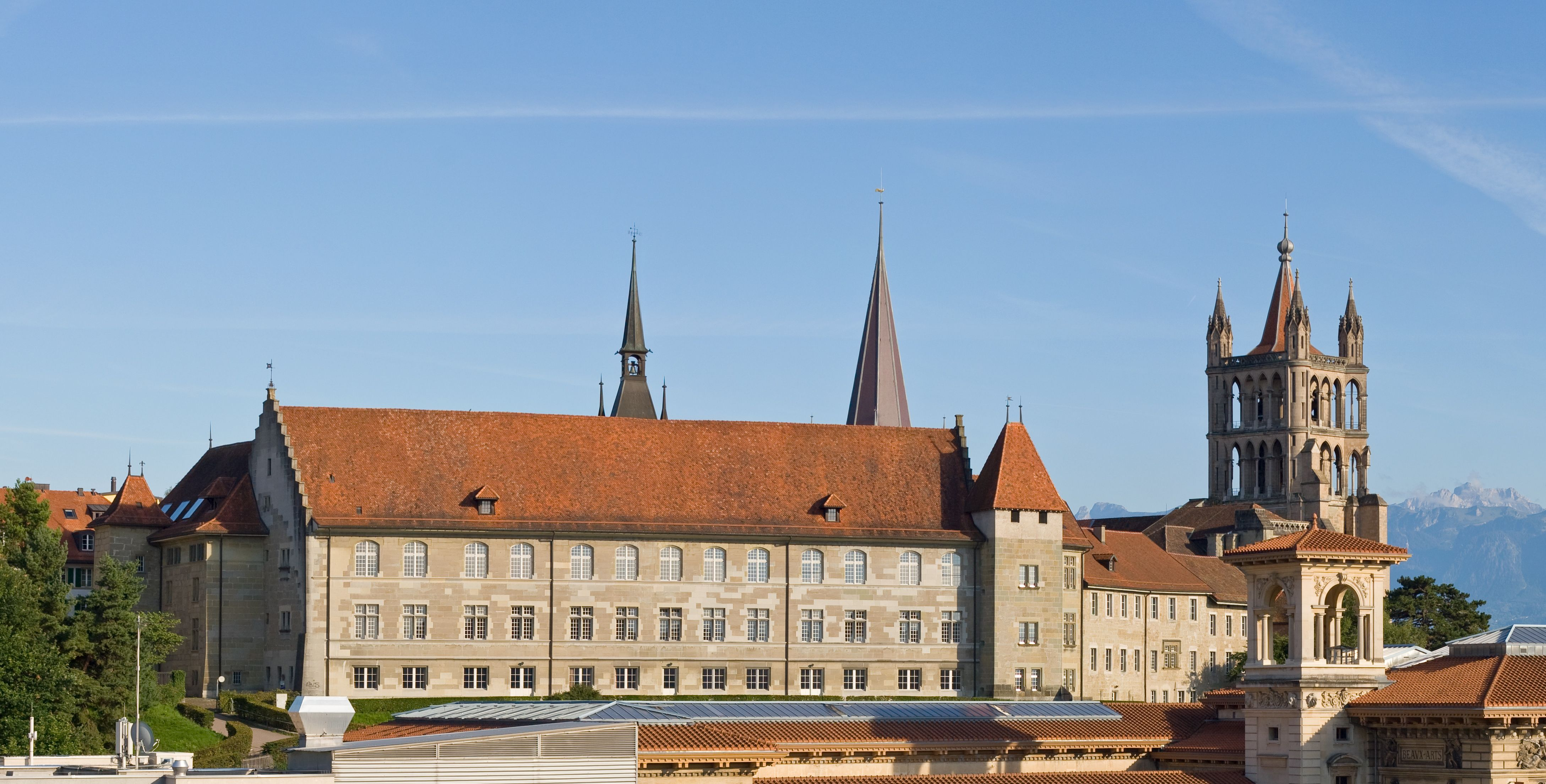
Gebäude der alten Académie de Lausanne

Im Jahre 1558, in dem ungefähr 700 Studenten eingeschrieben waren, trat Théodore de Bèze zurück und ging nach Genf, um an der Seite seines Mitstreiters Johannes Calvin, dem Begründer des Calvinismus, wirken zu können. Die ebenfalls Calvin nahestehenden Lausanner Theologen gerieten wenig später in einen Streit mit den Berner Landesherren, welche wiederum Anhänger des Zürcher Reformators Ulrich Zwinglis gewesen sind. Im darauffolgenden Jahr erlebte die Hochschule ihre erste tiefe Krise. Aus theologischen sowie politischen Gründen erhob sich Pierre Viret, Lausanner Pfarrer und treibende Kraft der Institution, mit seinen Kollegen gegen die Regierung in Bern. Viret wurde seines Amtes enthoben und seine Kollegen verliessen daraufhin Lausanne. Schliesslich ersetzte die Berner Regierung 1570 die Professoren, welche die Schola Lausannensis gegründet hatten und inzwischen zurückgetreten waren, umgehend durch Berner und französische Lehrer.
Im April 1587, 50 Jahre nach den Anfängen der Schola Lausannensis, fand die Einweihung des Gebäudes der Académie statt. Das Gebäude in seiner damaligen Form ist auf dem Buttet-Plan (1638), der ersten getreuen Abbildung der Stadt Lausanne, zu sehen.

### 17. Jahrhundert
1602 erfolgte eine Reihe von Reformen. Es wurde das Livre du Recteur eingeführt. Durch ihre namentliche Eintragung in dieses Register erkannten die Studenten die Gesetze und Reglements der Akademie an. 1616 erfolgte die Einsetzung eines akademischen Rats in Bern mit dem Auftrag, alle Fachbereiche zu überwachen und jedes Jahr einen Rektor zu bestimmen. Die Studienzeit wurde auf drei Jahre im Fachbereich Philosophie und zwei Jahre im Fachbereich Theologie festgelegt. Ausserdem die Professorentätigkeit eingegrenzt und festgelegt. Ein souveränes Mandat der Gnädigen Herren von Bern gestand der Akademie 1621 das Recht auf Ausbildung von Theologen zu und auch die Ordination von Pfarrern der Reformierten Kirche wurde gestattet. Ein Vorrecht, von dem die Académie bis 1838 Gebrauch machte. 1640 wurde ein akademisches Gesetz erlassen, welches die Reformen von 1616 erneuerte und bekräftigte.
1699 wurde der Philosoph und Mathematiker Jean-Pierre de Crousaz Rektor und Professor für Philosophie und Mathematik an der Académie.

### 18. Jahrhundert

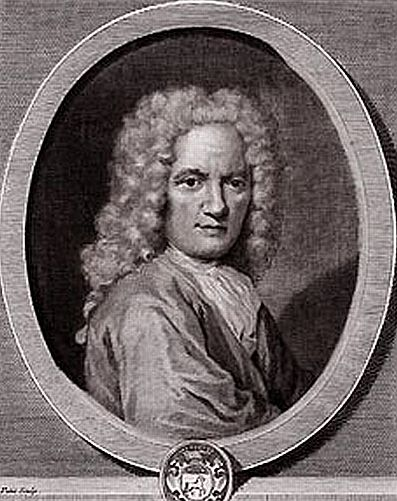
Jean Barbeyrac (1674–1744), Rektor und Professor für Geschichte und Zivilrecht

Das akademische Reglement vom 26. Januar 1700 bekräftigte vorangegangene Reglemente und sah auch die Ernennung einer Schutz- und Kontrollinstanz vor, welche aus 4 Kuratoren, die unter den Berner Ratsmitgliedern ausgewählt wurden, bestanden.

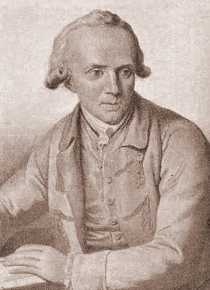
Samuel Auguste Tissot (1728–1797)

1708 wurde ein Lehrstuhl für Rechtswissenschaften und Geschichte geschaffen und der Stadtrat der Stadt Lausanne beteiligte sich am akademischen Leben und übernahm einen Teil der Bezahlung des Professors der Rechtswissenschaften. Seit 1711 gab Jean Barbeyrac, Professor für Geschichte und Zivilrecht und von 1714 bis 1717 Rektor, erstmals das traditionell übliche Latein als Vorlesungssprache auf und hielt seine Einführungsvorlesungen in französischer Sprache ab. Im Jahre 1741 wurden die Lehrveranstaltungen für Geschichte allerdings wieder eingestellt und am Lehrstuhl für Rechtswissenschaften wurden Vorlesungen nur noch zum Natur- und Zivilrecht angeboten. In dieser Zeit gehörten der Académie de Lausanne bereits 7 Lehrstühle verschiedener Fachrichtungen an:
- zwei Lehrstühle für Theologie (Dogmatik und Polemik),
- ein Lehrstuhl für Hebräisch und Katechese,
- ein Lehrstuhl für Griechisch und Sittenlehre,
- ein Lehrstuhl für Philosophie, Mathematik und Physik,
- ein Lehrstuhl für Rhetorik und Belletristik und
- ein Lehrstuhl für Rechtswissenschaften.

Nach einer Inspektion der Schule im Jahre 1757 durch den Berner Kurator Albrecht von Haller, einem bekannten Naturforscher und Mediziner wurde ein neues Reglement erlassen. 1758 wurde die Lehre der exakten Wissenschaften vorläufig vom Lehrstuhl der Philosophie getrennt und Louis de Treytorrens wurde zum ausserordentlichen Professor der Mathematik und Experimentalphysik ernannt. Im Jahre 1766 wurde der berühmte Samuel Auguste Tissot zum Medizinprofessor der Académie berufen. Er unterrichtete zwar nicht regelmässig, spielte jedoch dank seines reichhaltigen Briefwechsels mit dem Kurator der Akademie, Albrecht von Haller, eine bedeutende Rolle für die Institution.
Am 24. Januar 1798 wurde das Waadtland unabhängig und die Berner verliessen endgültig den Kanton.

### 19. Jahrhundert
Der Charakter der Institution wurde durch das Gesetz vom 21. Dezember 1837 über die öffentliche Bildung im Kanton Waadt grundlegend verändert: Sie sollte Menschen für Berufe ausbilden, die eine höhere Bildung erforderten, sowie die literarische und naturwissenschaftliche Kultur im Land pflegen. Zum ersten Mal seit ihrer Gründung war die Akademie nicht mehr hauptsächlich eine Schule für Theologie. Sie wurde säkularisiert, verlor ihren kirchlichen Charakter und damit auch die Machtstellung, die sie über fast drei Jahrhunderte innegehabt hatte.
Als Unterrichtssprache wurde im selben Jahr an der geistes- und naturwissenschaftlichen, der theologischen und der rechtswissenschaftlichen Fakultät die französische Sprache eingeführt. An allen drei Fakultäten konnten Lizentiate erworben werden und die Anzahl der Lehrstühle wurde auf insgesamt siebzehn Lehrstühle erweitert: drei für Geisteswissenschaften, drei für Philosophie, Geschichte und Politikwissenschaften, drei für Mathematik und Physik, vier für Theologie und fünf für Rechtswissenschaften.
1853 wurde die Ecole spéciale de Lausanne als technische Fachschule der Académie de Lausanne nach dem Modell der Pariser Ecole Centrale auf Initiative von fünf in Paris ausgebildeten Waadtländer Fachschultechnikern, Professoren für Mathematik- und Chemie der Akademie gegründet. Aus ihr ging die spätere Eidgenössische Technische Hochschule Lausanne (École polytechnique fédérale de Lausanne – EPFL) hervor.
Das am 12. Mai 1869 verabschiedete Gesetz über höhere Bildung (Loi du 12 mai sur l’enseignement supérieur) verlieh der Akademie den legalen Status, durch den sie einige Jahre später zur Universität wurde. Fortan gab es vier gleichberechtigte Fakultäten für Geisteswissenschaften, Naturwissenschaften und Mathematik, Rechtswissenschaften und Theologie. Die Technische Fachschule wurde der Akademie als technische Fakultät angeschlossen. Neben den akademischen Graden des Lizenziats und des Ingenieurs, welche an den fünf Fakultäten erworben werden konnten, kam nun auch der Doktorgrad hinzu. 1873 wurde zudem ein Fachbereich für Pharmazie eingerichtet.
Ab 1886 hielt Heinrich Erman, seit 1883 Professor in Lausanne, deutschsprachige Vorlesungen zum römischen Recht und es wurde im Jahre 1897 ein Lehrstuhl für deutsches Recht eingerichtet, an dem Erman Vorlesungen zum neuen deutschen Zivilrecht hielt.

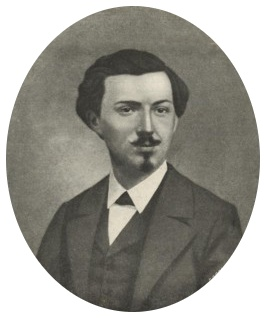
Gabriel de Rumine (1841–1871)

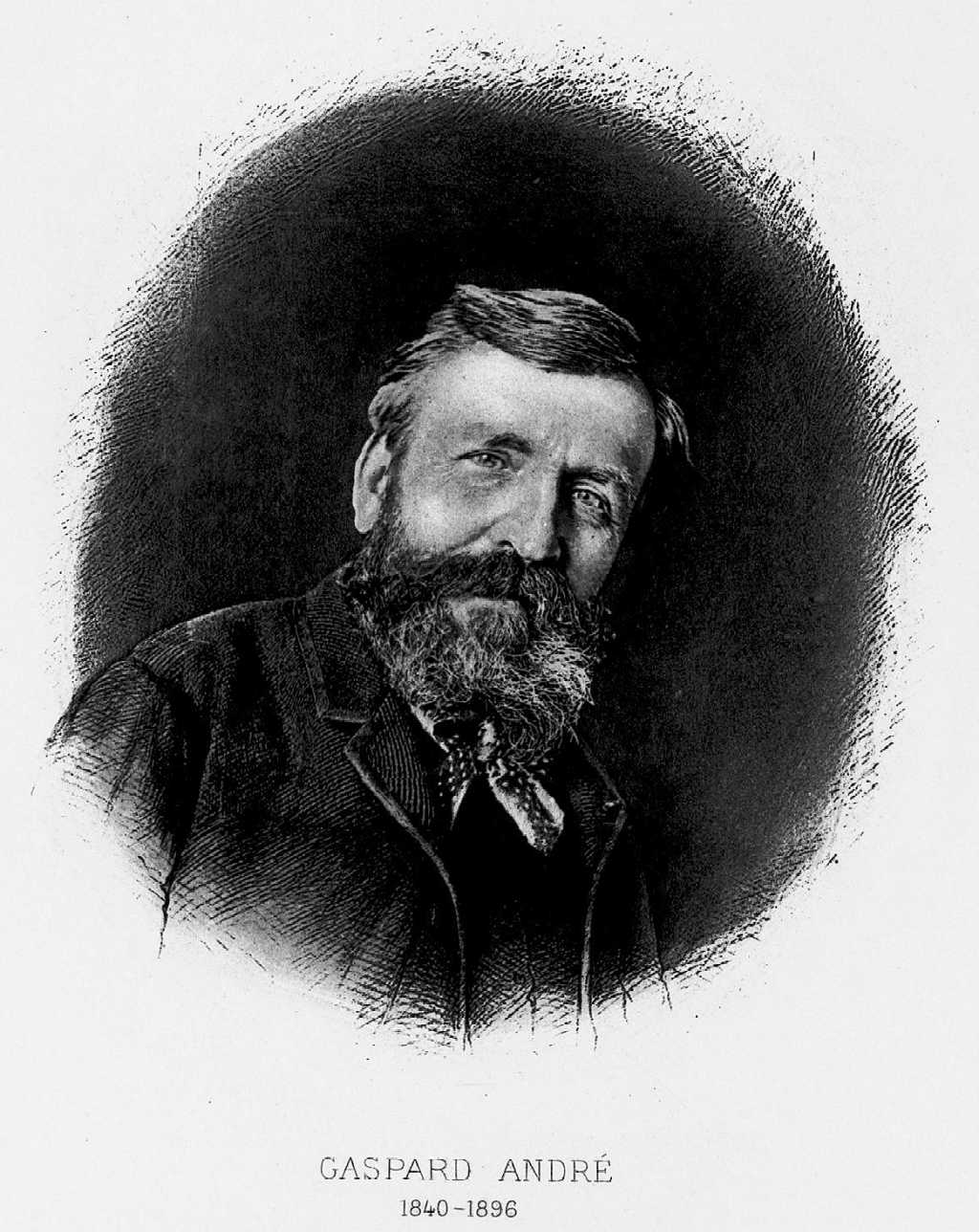
Gaspard André (1840–1896)

Der aus Russland stammende Aristokrat Gabriel de Rumine (1841–1871), dessen Mutter Lausannerin war, hinterliess 1871 der Stadt Lausanne 1.500.000 Franken für die Errichtung eines öffentlichen Gebäudes. Die Stadtverwaltung beschloss daraufhin, am Fuss des Altstadthügels am Place de la Riponne eine neue Universität zu erbauen und führte 1889 einen Architekturwettbewerb durch, den der französische Architekt Gaspard André (1840–1896) gewann. Dies führte zum Bau des Palais de Rumine, welches 17 Jahre später fertiggestellt wurde und mehrere Dienste der Académie beherbergte.
Durch das Gesetz über die öffentliche höhere Bildung vom 10. Mai 1890 (Loi sur l’instruction publique supérieure) erhielt die Akademie den Status und Namen einer Universität. Der amtierende Rektor Alexandre Maurer, Professor für Vergleichende Literaturwissenschaften war damit gleichzeitig letzter Rektor der ehemaligen Akademie und erster Rektor der neuen Universität Lausanne. Im gleichen Jahr wurde zudem die medizinische Fakultät eingerichtet. Die Universität zählte zu dieser Zeit 300 eingeschriebene Studenten.
1893 wurde der Fachbereich Physik und Chemie am Place du Château eingerichtet. Seit 1895 gab es Ferienkurse für Nicht-Französischsprachige, welche von der philosophischen Fakultät angeboten werden.

### 20. Jahrhundert

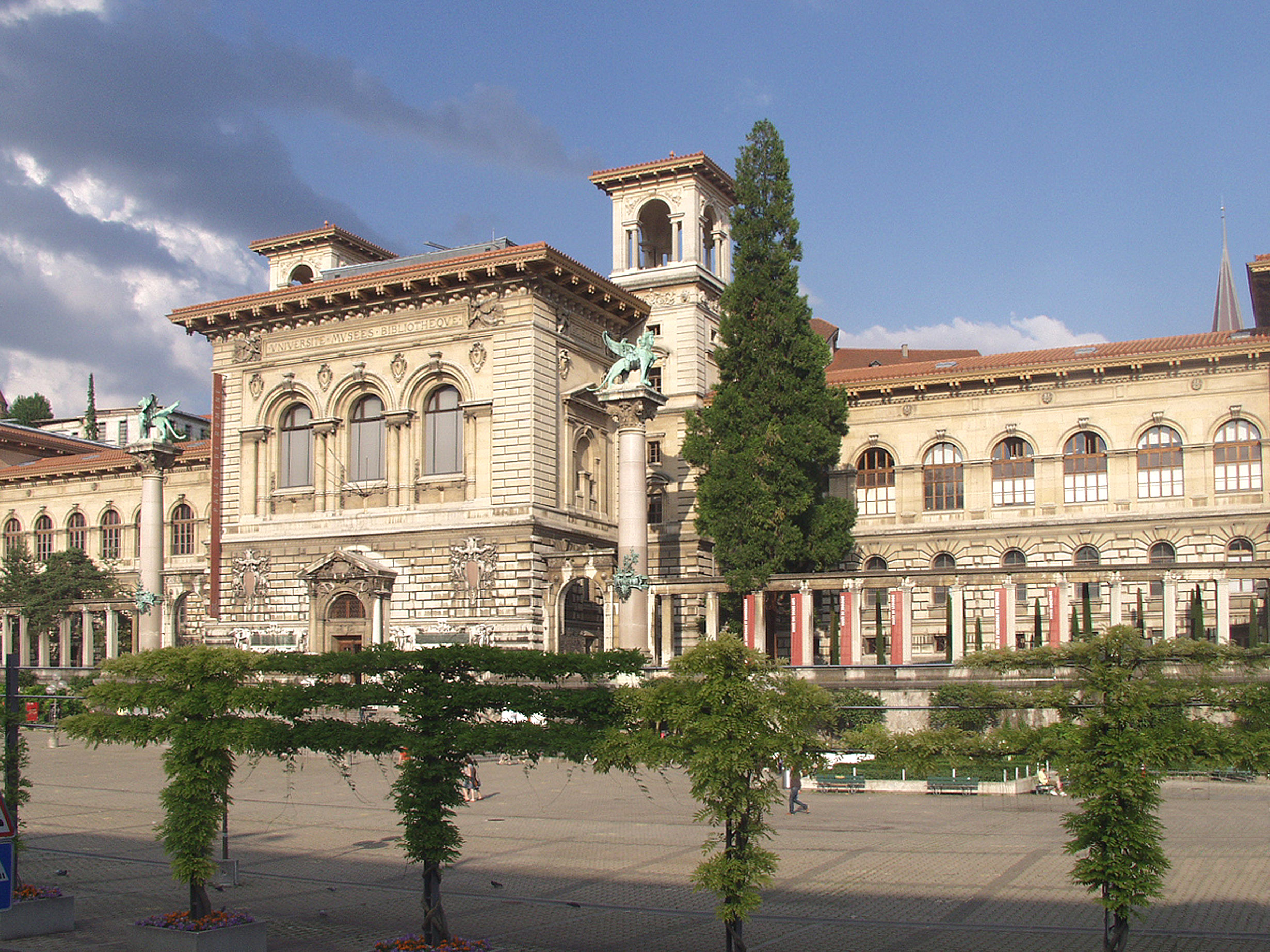
Palais de Rumine (Standort der Universitätsbibliothek)

Im 20. Jahrhundert wurde die Universität stark ausgebaut, und es kamen zahlreiche weitere Fachbereiche hinzu. In dem 1906 eingeweihten Palais de Rumine am Place de la Riponne waren der allgemeine Dienst der Akademie, die Aula, die wissenschaftlichen Gesellschaften, die technische Fakultät und die Universitätsbibliothek untergebracht. Im Palais de Rumine befinden sich heute mehrere Museen sowie einer der vier Standorte der Kantons- und Universitätsbibliothek Lausanne. 1901 wurde der Fachbereich Politik- und Sozialwissenschaften (SSP) geschaffen, 1902 der Fachbereich Modernes Französisch (Ecole de français moderne) eingerichtet und der Faculté des Lettres (Philosophische Fakultät) angegliedert. 1909 wurde das Institut für Forensische Wissenschaften und Kriminologie (IPSC) ins Leben gerufen und der rechtswissenschaftlichen Fakultät angegliedert. 1910 waren insgesamt 1000 Studierende an der Université de Lausanne eingeschrieben. Diese Zahl wurde bis zum Ende des Zweiten Weltkriegs nicht überschritten. 1911 wurde der Fachbereich Betriebswirtschaftslehre (HEC) eingerichtet. 1943 wurde der Ingenieursschule eine Schule für Architektur angeschlossen.
1946 wurde die Ingenieursschule zur Technischen Hochschule der Universität Lausanne (EPUL) umgewandelt und erhielt Autonomiestatus. 1960 zählte man 1700 eingeschriebene Studenten. 1969 wurde die EPUL zur EPFL (Eidgenössische Technische Hochschule Lausanne) umgewandelt.
Im Jahre 1970 wurde die Universität nach und nach vom Stadtzentrum Lausannes nach Dorigny umgesiedelt. 1998 wurde umfangreiches Kooperations- und Entwicklungsprojekt zwischen den Universitäten Lausanne, Genf, Neuenburg und der EPFL (Eidgenössische Technische Hochschule Lausanne) gestartet. Im Jahre 2003 entstanden zwei neue Fakultäten: die Biologische und Medizinische Fakultät sowie die Geo- und Umweltwissenschaftliche Fakultät.

## Persönlichkeiten

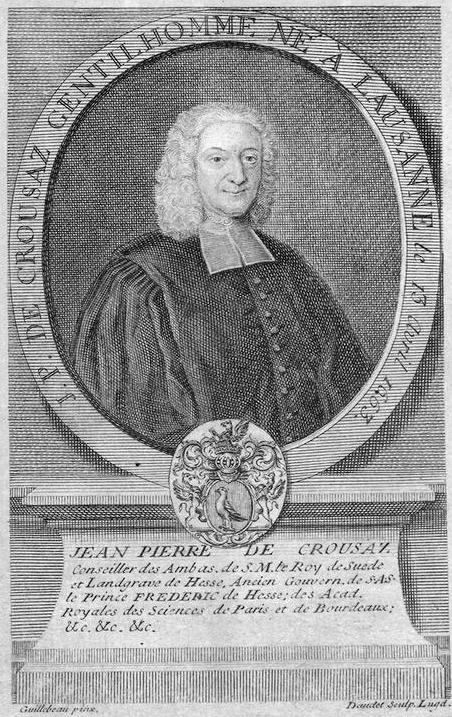
Jean-Pierre de Crousaz (1663–1750), Philosoph, Rektor der Académie

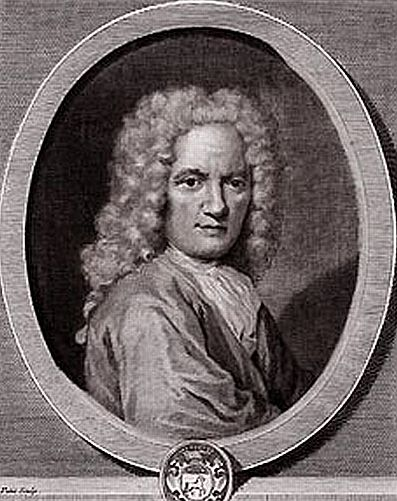
Jean Barbeyrac (1674–1744), Jurist und Philosoph, Rektor der Académie

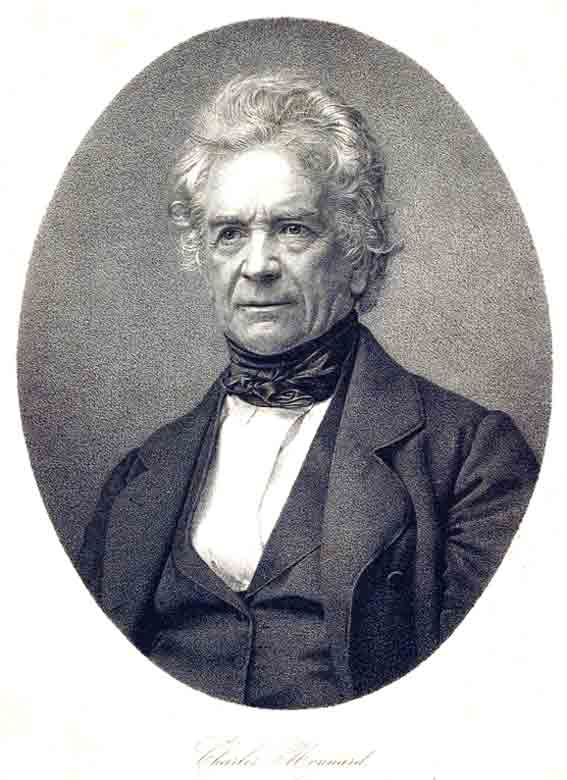
Charles Monnard (1790–1865), Schweizer Historiker, Politiker, Schriftsteller

### Forschende und Lehrende

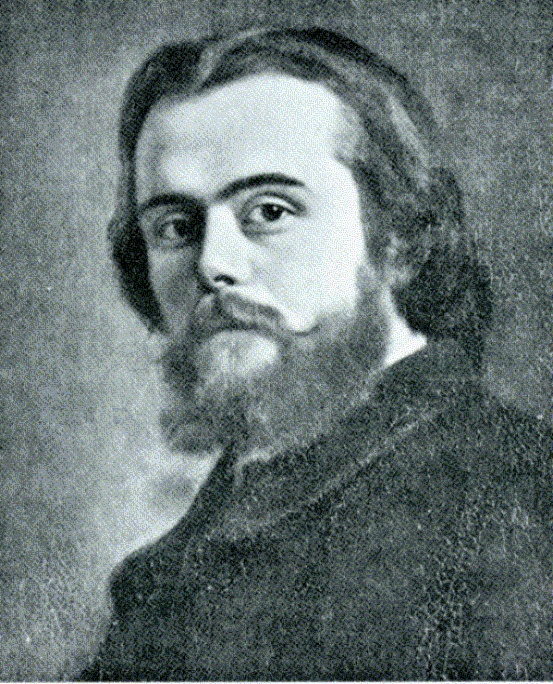
Léon Walras (1834–1910) Ökonomieprofessor, Begründer der Lausanner Schule

#### 16. Jahrhundert
- Bonaventure Corneille Bertram (1531–1594), französischer Hebraist
- Théodore de Bèze (1519–1605), Theologe und Reformator, Rektor und Lehrer der griechischen Sprache an der Acedémie de Lausanne (1552–1554)
- Conrad Gessner (1516–1565), schweizerischer Arzt, Naturforscher und Altphilologe, Professor der griechischen Sprache und Physik an der Acedémie de Lausanne

#### 17. Jahrhundert
- Jakob Amport (1560–1636), Schweizer Professor für Theologie und Rektor der Académie de Lausanne
- Jean-Pierre de Crousaz (1663–1750), Philosoph, Rektor und schweizerischer Professor für Philosophie und Mathematik und an der Académie de Lausanne
- Elie Merlat (16340–1705), französischer Professor für Theologie und Rektor der Académie de Lausanne

#### 18. Jahrhundert
- Jean Barbeyrac (1674–1744), französisch-schweizerischer Jurist, Rechtshistoriker und bedeutender Vertreter des Naturrechts
- Georges Polier de Bottens (1675–1759), evangelischer Theologe und Rektor
- Samuel Auguste Tissot (1728–1797), Schweizer Arzt und Medizinprofessor an der Acedémie de Lausanne
- Henri Struve (1751–1826), Chemiker, Mineraloge und Physiker

#### 19. Jahrhundert
- Amanz Kaspar Affolter (1825–1861), Schweizer Jurist und Politiker
- Gottfried Bohnenblust (1883–1960), Professor für deutsche Sprache und Literatur
- François Louis de Bons (1723–1797), evangelischer Geistlicher und Rektor
- Jean-Louis Bridel, (1759–1821), reformierter Geistlicher, Theologe sowie Autor
- Daniel-Alexandre Chavannes (1765–1846), evangelischer Geistlicher, Politiker und Naturforscher
- Louis Auguste Curtat (1759–1832), evangelischer Geistlicher und Politiker
- François-Alphonse Forel (1841–1912), Schweizer Arzt, Naturforscher und Gründer der Limnologie, Mitbegründer der Rossi-Forel-Skala zur Einstufung von Erdbeben
- Aimé-Louis Herminjard (1817–1900), evangelischer Geistlicher, Reformationsforscher
- Jean-Alexandre-Guillaume Leresche (1763–1853), evangelischer Geistlicher und Rektor
- David Levade (1750–1834), evangelischer Geistlicher und Rektor
- Charles Monnard (1790–1865), Schweizer Historiker, Politiker, Schriftsteller
- Vilfredo Pareto (1848–1923), italienischer Ingenieur, Ökonom und Soziologe, Vertreter der Lausanner Schule
- Eugène Rambert (1830–1886), Schweizer Schriftsteller und Naturforscher
- Werner Stauffacher (1921–2010), Professor für deutsche Sprache und Literatur
- Jakob Strebel (1887–1965), Professor für Schweizerisches Privatrecht
- Auguste Turrettini (1818–1881), Professor für Lateinische Literatur
- Alexandre Vinet (1797–1847), evangelischer Theologe
- Henri Vuilleumier (1841–1925), evangelischer Theologe und Rektor der Universität
- Samson Vuilleumier (1804–1889), evangelischer Geistlicher und Rektor der Universität
- Léon Walras (1834–1910), französischer Ökonom, Begründer der Lausanner Schule, Professor für politische Ökonomie an der Académie

#### 20. Jahrhundert
- Francesco Alberoni (1929–2023), italienischer Soziologe, Journalist und Soziologieprofessor
- Orhan Aldıkaçtı (1924–2006), türkischer Staatsrechtsprofessor und Mitautor der türkischen Verfassung
- Claude Bridel (1922–2007), evangelischer Theologe und Rektor von 1979 bis 1983
- Ernesto Buonaiuti (1881–1946), italienischer katholischer Theologe, bedeutender Vertreter des italienischen Modernismus
- Pierre Gilliard (1879–1962), Erzieher und Hauslehrer für Französisch am Hof des letzten russischen Zaren, Nikolaus II.
- Edgar Goldschmid (1881–1957), deutscher Pathologe und Medizinhistoriker
- Corneille Heymans (1892–1968), belgischer Pharmakologe, Nobelpreisträger für Physiologie oder Medizin (1938)
- Ulrich Immenga (* 1934), ehemaliger Lehrstuhlinhaber für deutsches Recht an der Université de Lausanne, Rechtswissenschaftler mit dem Forschungsschwerpunkt Wirtschaftsrecht
- Jacques Mercanton (1910–1996), Schweizer Schriftsteller und Literaturwissenschaftler
- Henri Meylan (1900–1978), evangelischer Theologe und Reformationsforscher, Rektor von 1946 bis 1948
- Karl Heinz Neumayer (1920–2009), Rechtswissenschaftler, ehemaliger Lehrstuhlinhaber für deutsches Recht an der Université de Lausanne, Fribourg und Würzburg
- Louis Perriraz (1869–1961), Theologe und Hochschullehrer für Neues Testament
- Archibald Reiss (1875–1929), Forensik-Pionier, Publizist, Chemiker und Kriminologie-Professor
- Otto Riese (1894–1977), deutscher Jurist, Senatspräsident am BGH in Karlsruhe, Richter am EuGH, ehemaliger Lehrstuhlinhaber für deutsches Recht an der Université de Lausanne, Dekan der juristischen Fakultät
- César Roux (1857–1934), schweizerischer Chirurg, Entwickler der nach ihm benannte Roux-Y-Anastomose
- Christophe Senft (1914–1988), Schweizer evangelischer Theologe
- Fritz Sturm (1929–2015), deutscher Jurist, ehemaliger Lehrstuhlinhaber für deutsches Recht an der Université de Lausanne
- Ahmed Zewail (1946–2016), ägyptischer Chemiker, Nobelpreisträger für Chemie (1999)
- Rolf Zinkernagel (* 1944), schweizerischer Mediziner und experimenteller Immunologe, Nobelpreisträger für Medizin (1996)
- François Zufferey (* 1950), Schweizer Romanist, Provenzalist und Dialektologe

### Studenten

#### Geschichte
- Erika Fuchs (1906–2005), deutsche Übersetzerin der amerikanischen Micky-Maus-Comics

#### Medizin

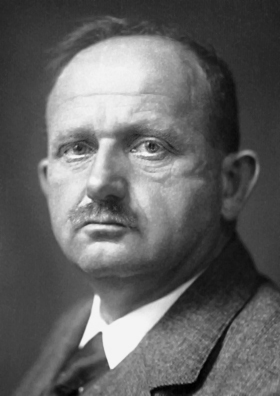
Hans Fischer, Nobelpreisträger für Chemie (1881–1945)

- Louis Agassiz (1807–1873), schweizerisch-amerikanischer Zoologe, Paläontologe, Glaziologe und Geologe
- Marie Feyler (1865–1947), Ärztin und Frauenrechtlerin
- Hans Fischer (1881–1945), deutscher Chemiker und Mediziner, Nobelpreisträger für Chemie (1930)
- Walter Rudolf Hess (1881–1973), Schweizer Physiologe, Nobelpreisträger für Physiologie oder Medizin (1949)
- Walther Kuhn (1930–2006), Professor der Medizinischen Fakultät der Georg-August-Universität Göttingen
- Saul Tschernichowski (1875–1943), hebräischer Dichter und Übersetzer
- Pascoal Mocumbi (1941–2023), mosambikanischer Arzt und Politiker, ehemaliger Gesundheits-, Aussenhandels- und Premierminister Mosambiks
- Rupen Sevag (1885–1915), armenischer Lyriker und Prosaschriftsteller im Osmanischen Reich
- Alexandre Yersin (1863–1943), schweizerisch-französischer Arzt und Bakteriologe, Entdecker des Pest-Erregers, Yersinia pestis

#### Philosophie, Politikwissenschaft und Sprachwissenschaften
- Jean-Pascal Delamuraz (1936–1998), Schweizer Politiker (FDP), Bundespräsident der Schweizerischen Eidgenossenschaft (1989–1996)
- Mario Benzing (1896–1958), italienischer Schriftsteller
- Sebastian Grübel (1520 oder 1528 oder 1529–1595), Lehrer und Theaterregisseur
- Christophe Keckeis (1945–2020), Chef der Schweizer Armee (2004–2007)
- Klabund (1890–1928), deutscher Schriftsteller
- Michael Georg Link (* 1963), deutscher Politiker (FDP), MdB
- Melanie Rohde (* 1971), deutsche Schauspielerin in der Serie Marienhof
- Pierre Roques (1685–1748), Pfarrer der Französischen Kirche in Basel
- Paul Wiens (1922–1982), deutscher Lyriker, Übersetzer und Autor von Hörspielen und Drehbüchern in der DDR
- Jonas Savimbi (1934–2002), angolanischer Politiker und Anführer der UNITA-Rebellengruppe
- Charles-Ferdinand Ramuz (1878–1947), Schweizer Schriftsteller, Lyriker, Essayist und Nationaldichter
- Theodor Weißenborn (1933–2021), deutscher Schriftsteller

#### Pädagogik
- Benito Mussolini (1883–1945), faschistischer Diktator Italiens, 1937 trotz grosser Proteste als Ehrendoktor der Universität gewürdigt[5]

#### Physik
- Claude Nicollier (* 1944), Schweizer Militär-, Linien- sowie NASA-Testpilot und Astronaut

#### Psychologie
- Bertrand Piccard (* 1958), Schweizer Psychiater, Wissenschaftler und Abenteurer

#### Rechtswissenschaften

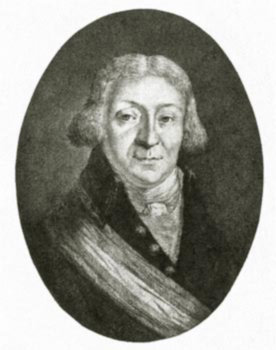
Pierre-Maurice Glayre als Mitglieds des Direktoriums der Helvetischen Republik

- Knut Amelung (1939–2016), deutscher Strafrechtswissenschaftler
- Evangelos Averoff-Tositsas (1910–1990), konservativer griechischer Politiker, Schriftsteller und Industrieller
- Rolf-Ernst Breuer (1937–2024), deutscher Bankmanager
- İsmail Cem (1940–2007), türkischer Journalist und Politiker
- Dieter-Julius Cronenberg (1930–2013), deutscher Politiker (FDP), Vizepräsident des Deutschen Bundestages (1984–1994)
- François Couchepin (1935–2023), Schweizer Politiker (FDP), Bundeskanzler der Schweizerischen Eidgenossenschaft (1991–1999)
- Pascal Couchepin (* 1942), Schweizer Politiker (FDP), Mitglied der Schweizer Regierung, des Bundesrates
- Christoph Degenhart (* 1949), deutscher Staats- und Verwaltungsrechtler
- Alexander Graf zu Dohna-Schlodien (1876–1944), deutscher Rechtswissenschaftler und Politiker der DVP
- Henri Druey (1799–1855), Schweizer Jurist, Philosoph und Politiker
- Hans Jörg Duppré (* 1945), deutscher Politiker (CDU), Präsident des Deutschen Landkreistages (DLT)
- Ekkehart Eymer (* 1945), deutscher Jurist, Unternehmer und Politiker (CDU), MdB
- Emanuel von Galen (1877–1950), deutscher Politiker (Deutsche Partei), Landtagsabgeordneter in Niedersachsen
- Manfred Gentz (* 1942), Jurist und Manager, Vorstandsmitglied der Daimler-Chrysler AG, Aufsichtsrat diverser Unternehmen
- Pierre-Maurice Glayre (1743–1819), Schweizer Politiker
- Hans-Heinrich Grosse-Brockhoff (* 1949), Politiker (CDU), Kulturstaatssekretär beim Ministerpräsidenten in NRW
- Paul Haefelin (1889–1972), Schweizer Jurist und Politiker
- Ulrich von Hassell (1881–1944), deutscher Kommunalpolitiker, Diplomat und Widerstandskämpfer des 20. Juli 1944
- Bodo H. Hauser (1946–2004), deutscher Journalist, Moderator, Programmgeschäftsführer des Fernsehsenders Phoenix
- Hermann Heusch (1906–1981), Fabrikant und Oberbürgermeister der Stadt Aachen, Mitbegründer des Karlspreises
- Claus Kleber (* 1955), deutscher Journalist und Fernsehmoderator
- Roland Kliesow (* 1941), deutscher Diplomat, Botschafter der Bundesrepublik Deutschland in Peru
- Georg Krücke (1880–1961), Oberbürgermeister von Wiesbaden (1930–1933 und 1945–1946)
- Prinz Bernhard zur Lippe-Biesterfeld (1911–2004), Prinzgemahl der Königin der Niederlande
- Stephan Lorenz (* 1961), deutscher Rechtswissenschaftler
- Max Mabillard (1945–2001), Schweizer Journalist
- Ahmad Matin-Daftari (1896–1971), iranischer Politiker und Sympathisant Nazi-Deutschlands im Zweiten Weltkrieg[6]
- Michael Graf von Matuschka (1888–1944), deutscher Verwaltungsbeamter, Zentrums-Politiker und Widerstandskämpfer des 20. Juli 1944
- Fawzi Mellah (* 1946), tunesischer Schriftsteller, Journalist und Wissenschaftler
- Hans-Joachim Mertens (Rechtswissenschaftler) (1934–2022), deutscher Rechtswissenschaftler
- Heinrich von Minnigerode (1885–1950), Jurist und Rechtshistoriker, Universitätsprofessor für Germanistik in Marburg
- Gerhard Moltmann (1912–1997), Diplomat in Rio de Janeiro und London, Botschafter der Bundesrepublik in Kabul, Tunis und Algier
- Alfred von Planta (1857–1922), Schweizer Jurist, Diplomat, Industrieller und Politiker, Präsident des Schweizer Nationalrates
- Johannes Popitz (1884–1945), deutscher Politiker und Widerstandskämpfer des 20. Juli 1944
- Kurt Freiherr von Plettenberg (1891–1945), deutscher Forstmann und Widerstandskämpfer des 20. Juli 1944
- Ingo Radcke (* 1946), deutscher Diplomat, seit 2003 Generalkonsul der Bundesrepublik Deutschland in Edinburgh
- Rama IX. (1927–2016), König von Thailand
- Friedrich Rau (1916–2001), deutscher Jurist und Politiker (SPD), MdB
- Ernst Thomas Maria Reimbold (1907–1994), Bildhauer, Religionswissenschaftler und Symbolforscher
- Otto Riese (1894–1977), deutscher Jurist, Senatspräsident des BGH in Karlsruhe, Richter am EuGH und Dekan der rechtswissenschaftlichen Fakultät der Université de Lausanne
- Friedrich Schack (1886–1978), Professor für Staatsrecht, Verwaltungsrecht und ausländisches öffentliches Recht an der Universität Hamburg
- Christian Schmidt (* 1957), deutscher Politiker (CSU), MdB
- Edzard Schmidt-Jortzig (* 1941), Professor für öffentliches Recht in Kiel, MdB (FDP) und Bundesjustizminister
- Friedrich-Werner Graf von der Schulenburg (1875–1944), deutscher Diplomat und Widerstandskämpfer des 20. Juli 1944
- Wolfgang Schuller (1935–2020), Professor für alte Geschichte an der PH Berlin und der Universität Konstanz
- Hugo Ferdinand Simon (1877–1958), Generalkonsul in Chicago, Professor des Staatsrechts an der Northwestern University in Chicago-Evanston
- Stefanie Strasburger (* 1964), Hamburger CDU-Politikerin
- Joachim Tiburtius (1889–1967), deutscher Kulturpolitiker, Senator für Volksbildung Berlins, Professor für Volks- und Betriebswirtschaftslehre in Leipzig und Berlin
- Henry Vallotton (1891–1971), Schweizer Politiker, Diplomat und Schriftsteller
- Ludwig Vieli (1808–1867), Schweizer Jurist und Politiker
- Andrea Voßhoff (* 1958), deutsche Politikerin und Bundesbeauftragte für den Datenschutz und die Informationsfreiheit
- Hans von Weber (1872–1924), deutscher Verleger und Kunstmäzen
- Paul Wesenfeld (1869–1945), Industrieller, Abgeordneter des Provinziallandtages der Rheinprovinz und Abgeordneter des Preussischen Staatsrats
- Hellmut Wißmann (1944–2022), deutscher Jurist, Bundesrichter a. D., Honorarprofessor an der Martin-Luther-Universität Halle-Wittenberg

#### Theologie
- Adolphe Bauty (1798–1880), reformierter Geistlicher und Politiker im Kanton Waadt
- Jean-Louis Bridel (1759–1821), reformierter Geistlicher, Theologe und Hochschullehrer sowie Autor
- Philippe-Sirice Bridel (1757–1845), Autor, Heimatforscher und Geistlicher
- Jean-Philippe Dutoit-Membrini (1721–1793), Mystiker
- Georg Grützmacher (1866–1939), evangelischer Theologe, Kirchenhistoriker und Hochschullehrer
- Augustin Marlorat (1506–1562), französischer Reformator und Märtyrer
- Antoine Monastier (1774–1852), französisch-schweizerischer Geistlicher und Historiker
- Charles Monnard (1790–1865), Historiker, Politiker, Schriftsteller
- James-Alfred Porret (1843–1924), reformierter Geistlicher und Hochschullehrer in Genf
- Frère Roger (1915–2005), Gründer und lebenslanger Prior der ökumenischen Bruderschaft von Taizé
- Daniel Marguerat, Historiker und Bibelwissenschaftler

#### Wirtschaftswissenschaften
- Sepp Blatter (* 1936), Präsident des Weltfussballverbandes FIFA
- William Rossier (* 1942), Schweizer Diplomat und Generalsekretär der Europäischen Freihandelsassoziation
- Didier Chambovey (* 1961), Schweizer Diplomat und Vorsitzender des Allgemeinen Rates der Welthandelsorganisation
- Philippe Lazzarini (* 1964), italienisch-schweizerischer Rotkreuz- und UN-Funktionär
- Mirko Manzoni (* 1967), Schweizer Diplomat, seit 2019 persönlicher Gesandter des UN-Generalsekretärs für Mosambik
- Jacques Poos (1935–2022), luxemburgischer Politiker, Finanzminister und Mitglied des Europaparlaments

## Monumente

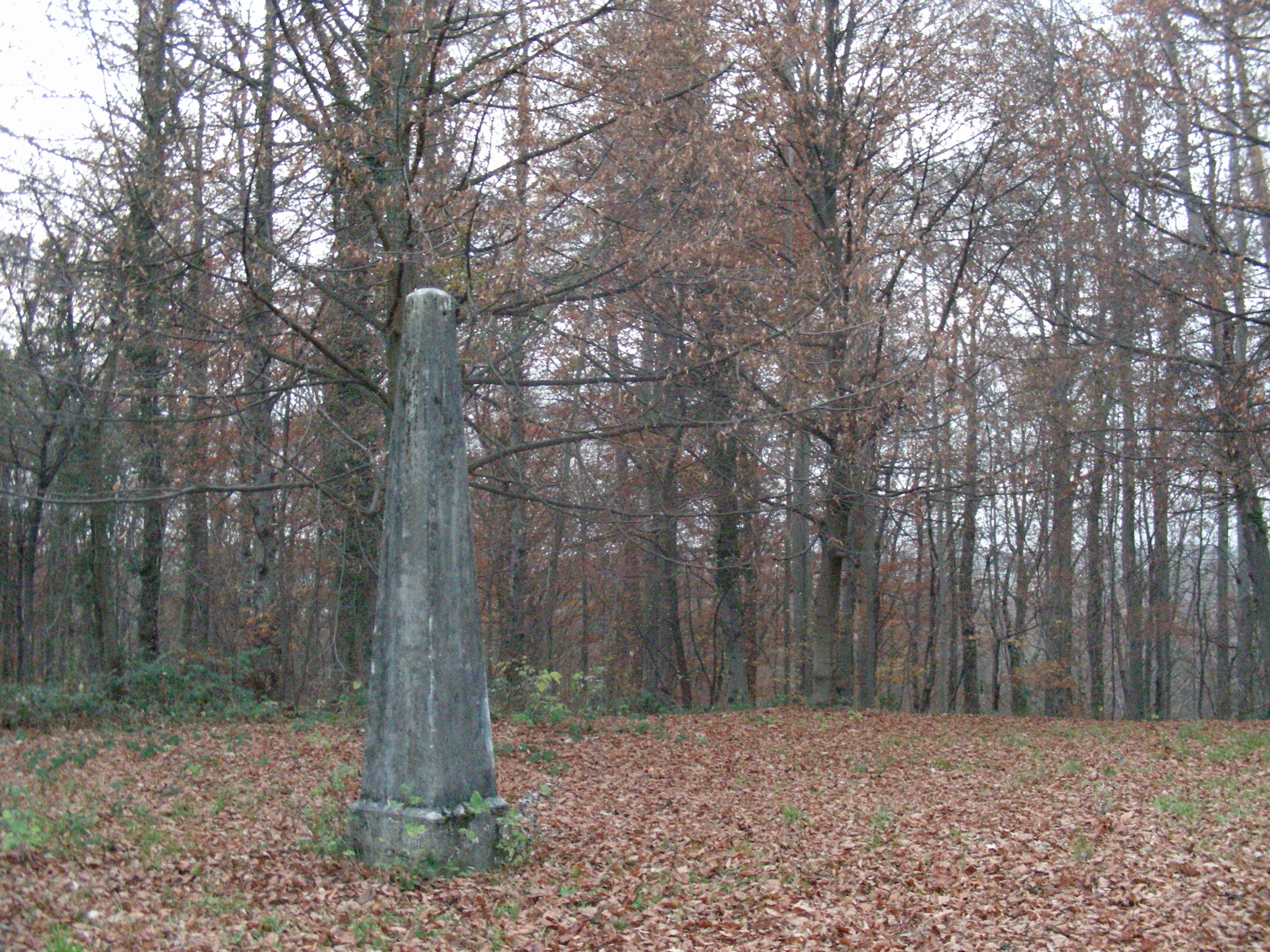
Obelisk zu Ehren Albrecht von Hallers.

- Albrecht von Haller: Hinter dem Neubau der Universitätsbibliothek, im Wald von Dorigny, findet sich ein Obelisk von seinem Sohn Emanuel.[7]

## Abbildungen

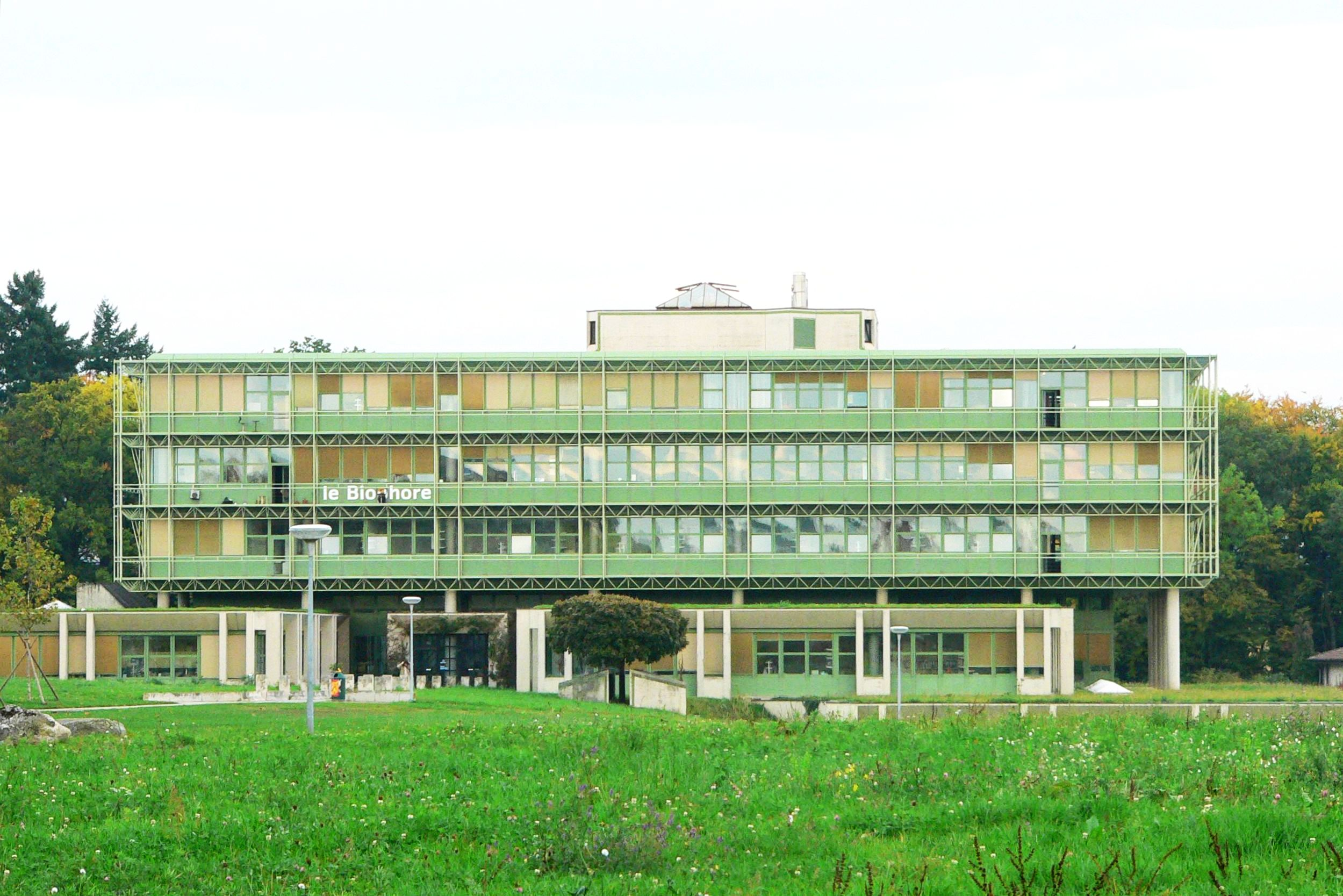
Le Biophore, eröffnet 1983
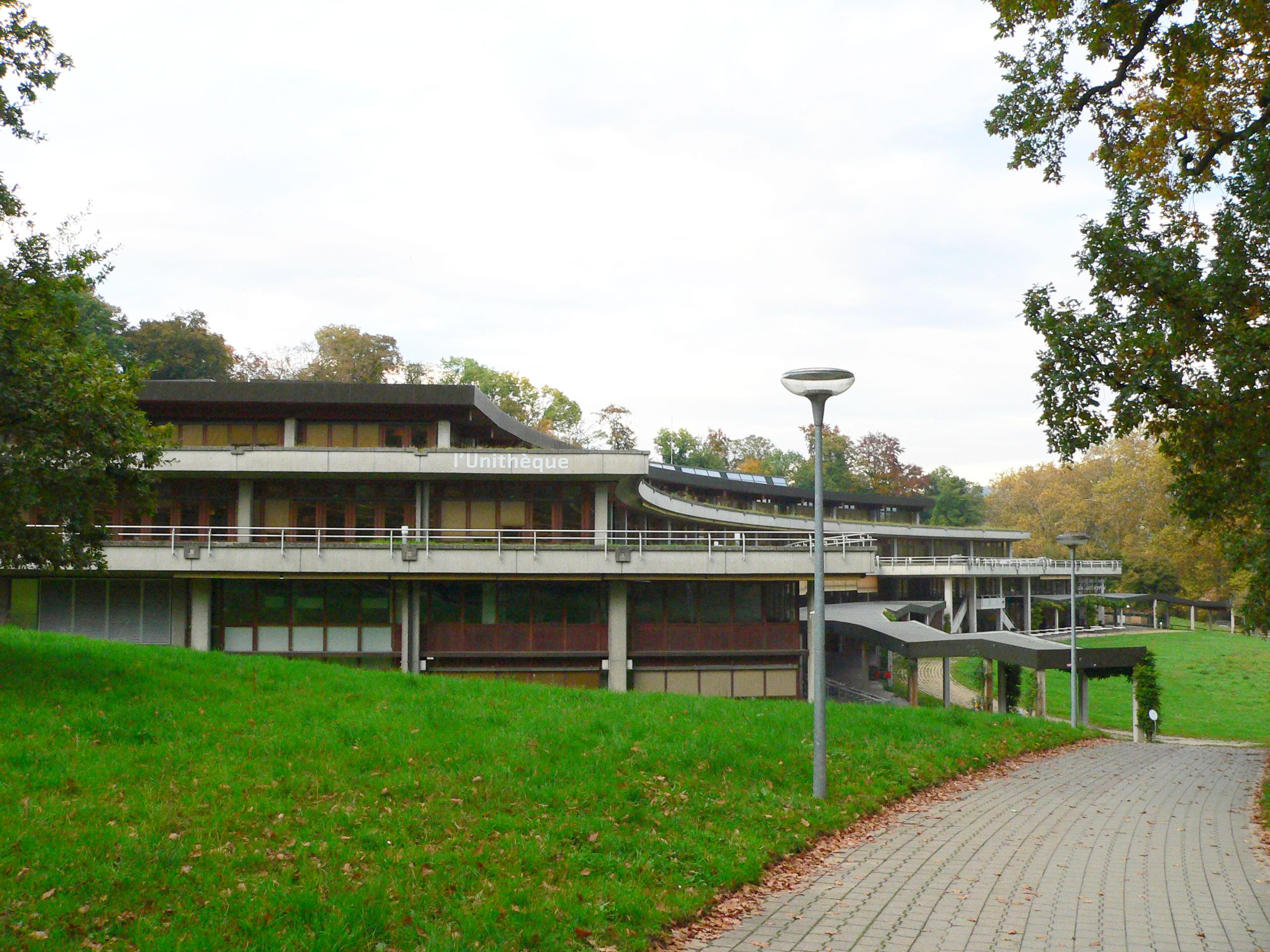
Unithèque der UNIL, einer der vier Standorte der Kantons- und Universitätsbibliothek Lausanne
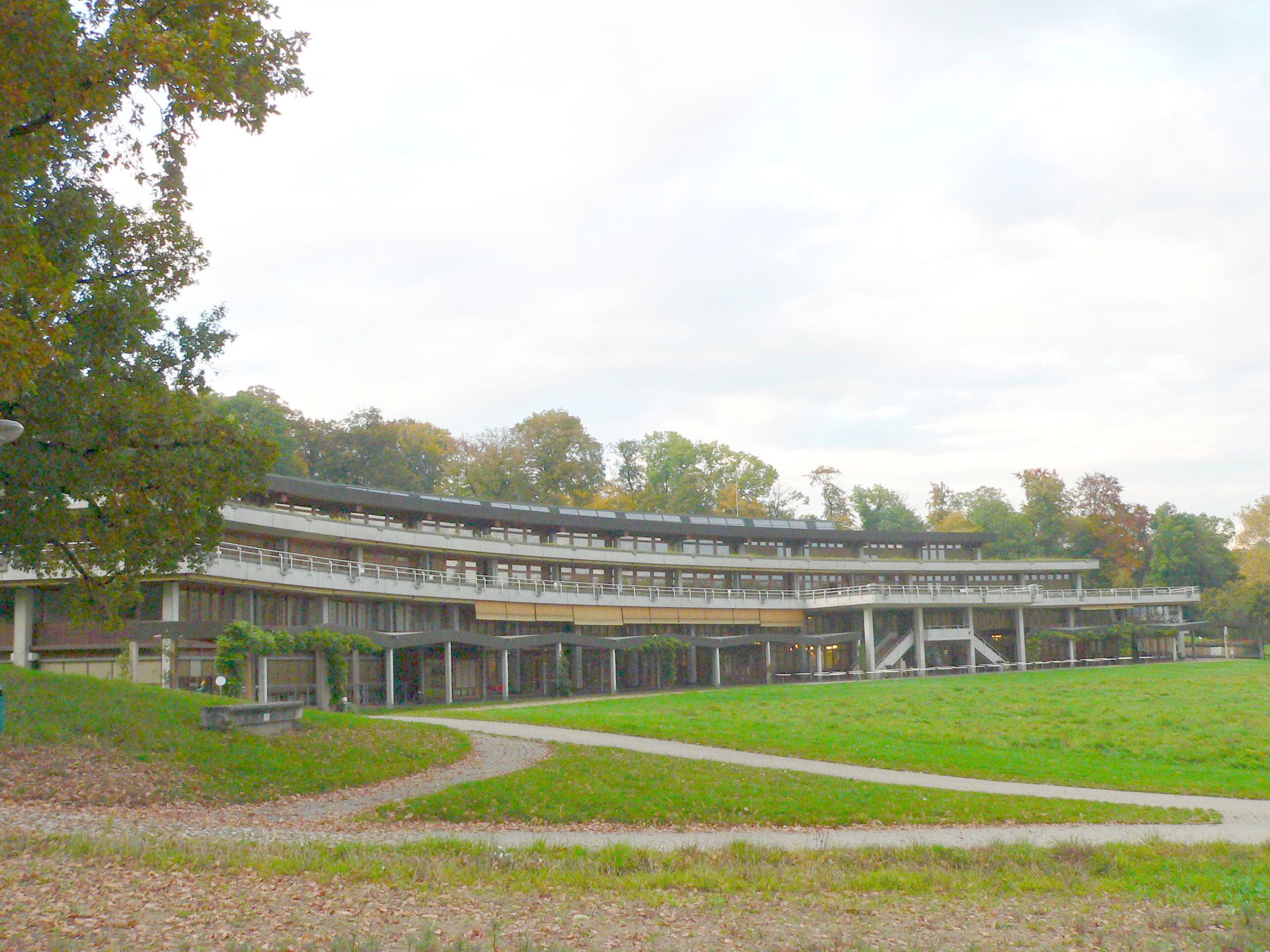
Die sogenannte „Banane“, Mensa und Hauptgebäude der UNIL
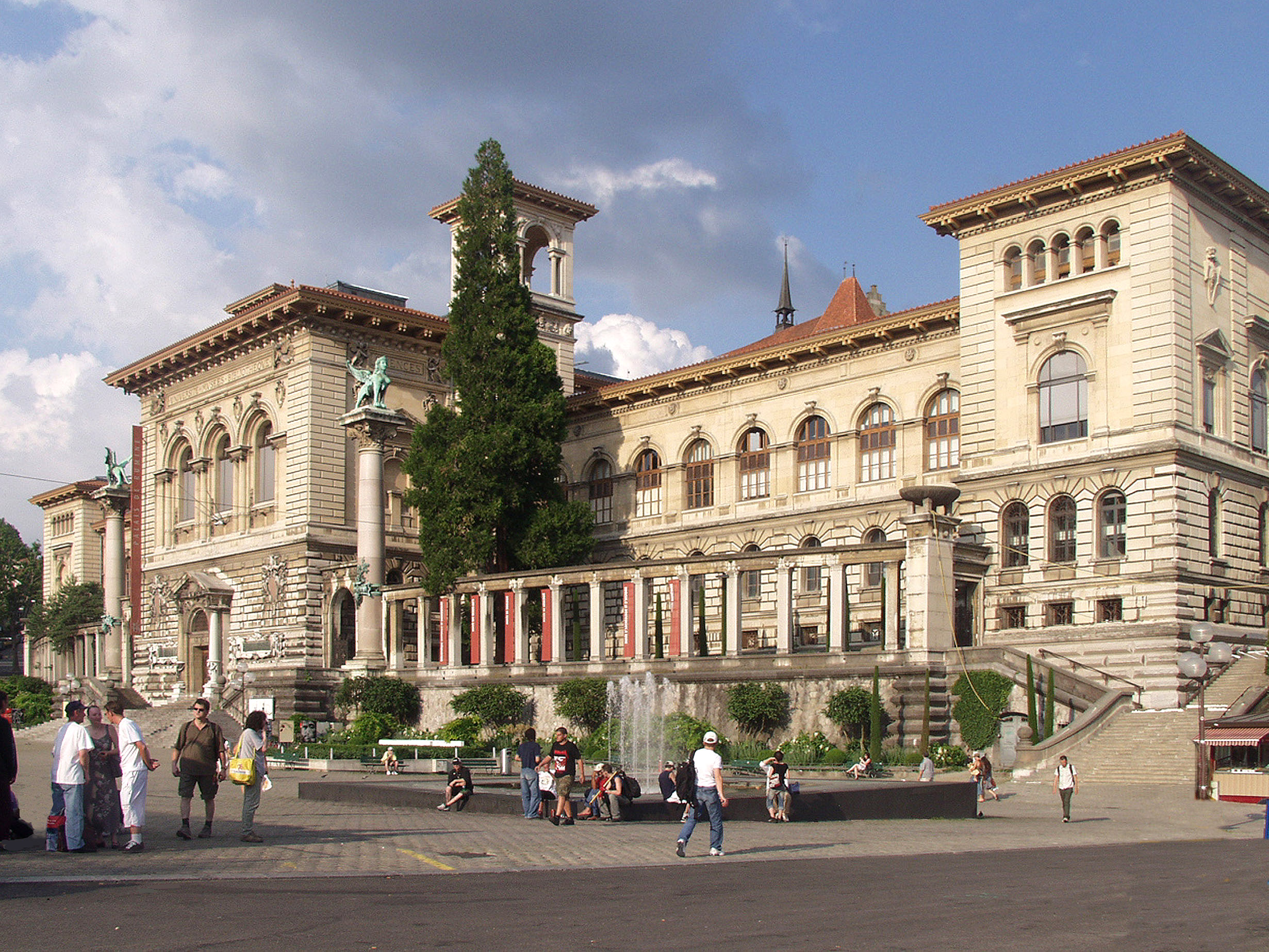
Palais de Rumine, einer der Standorte der Kantons- und Universitätsbibliothek Lausanne